# بيخويسكا
بلدية بيخويسكا (بالإسبانية: Bijuesca) هي بلدية تقع في مقاطعة سرقسطة التابعة لمنطقة أراغون شمال شرق إسبانيا.

## الديموغرافيا
بلغ عدد سكان بلدية بيخويسكا 115 نسمة عام 2011 (وفقاً للمعهد الوطني الإسباني للإحصاء).
| 148 | 132 | 128 | 117 | 136 | 114 | 115 |